# ネヴァー・トゥー・レイト
「ネヴァー・トゥー・レイト」 (Never Too Late) は、オーストラリアのシンガーソングライターのカイリー・ミノーグの楽曲である。
2ndアルバム『エンジョイ・ユアセルフ』からの第三弾シングルとしてカットされたこの曲はイギリスで4位まで上昇するヒットを記録、アイルランドでは1位にまで昇り詰めている。ピート・コーニッシュによって監督されたミュージック・ビデオは1920年代から1970年代までの時代を反映した衣装を着た様々なカイリーが登場する。
2012年にはアビイ・ロード・スタジオでオーケストラとともに再録音したヴァージョンがセルフカバー・アルバム『女神(アフロディーテ)のすべて 〜アビイ・ロード・セッションズ〜』に収録された。

## トラック・リスト
- CDシングル

1. "Never Too Late" – 3:21
2. "Never Too Late" (Extended) – 6:11
3. "Kylie's Smiley Mix" (Extended) – 6:17

- 7"シングル

1. "Never Too Late" – 3:21
2. "Kylie's Smiley Mix" (7" version) – 3:59

- 12"シングル

1. "Never Too Late" (Extended) – 6:11
2. "Kylie's Smiley Mix" (Extended) – 6:17

- オーストラリア 7"シングル

1. "Never Too Late" – 3:21
2. "Made in Heaven" (Heaven Scent Mix) – 4:43

- オーストラリア 12"シングル/カセットシングル

1. "Never Too Late" (Extended) – 6:11
2. "Made in Heaven" (Heaven Scent Mix) – 4:43